# (96602) 1998 YF9
1998 واي أف 9 (ويعرف أيضًا باسم (96602) 1998 واي أف 9 وفق تسمية الكوكب الصغير) (بالإنجليزية: 1998 YF9)‏ هو كويكب ضمن حزام الكويكبات؛ وترتيبه 96602 من حيث الاكتشاف.
اكتُشف هذا الجُرم الفلكي بواسطة برنامج شميدت للكويكبات في بكين في 23 ديسمبر 1998.

## وصلات خارجية
- (96602) 1998 YF9 في قاعدة بيانات مختبر الدفع النفاث لأجرام النظام الشمسي الصغيرة

- الاكتشاف · مخطط المدار ·  العناصر المدارية · المعلمات المادية

- (96602) 1998 YF9 على موقع ويكي سكاي: DSS2, SDSS, GALEX, IRAS, Hydrogen α, X-Ray, Astrophoto, Sky Map, Articles and images